# Merneit
Merneit – żona Dena, matka Anedżiba i prawdopodobnie Semercheta, kolejnych władców starożytnego Egiptu z I dynastii. Wywodziła się z Sais w Dolnym Egipcie.
Jej małżeństwo z władcą było częścią działań domu panującego zmierzających do pogodzenia się dynastii z arystokracją Dolnego Egiptu, co miało silniej związać Dolny Egipt z Górnym. Elementami tych działań było już  wcześniej małżeństwo jej teścia Dżeta z inną księżniczką saicką Meritneit oraz powołanie przez Dena urzędu „kanclerza króla Dolnego Egiptu”. 
Po śmierci męża Merneit poparła prawdopodobnie prawo do tronu Anedżiba, czym zraziła sobie Semercheta, który po przejęciu władzy nakazał niszczyć inskrypcje i pamiątki po matce.
Została pochowana wraz ze świtą złożoną z 77 kobiet i 41 mężczyzn.